# Văn hóa cao cấp

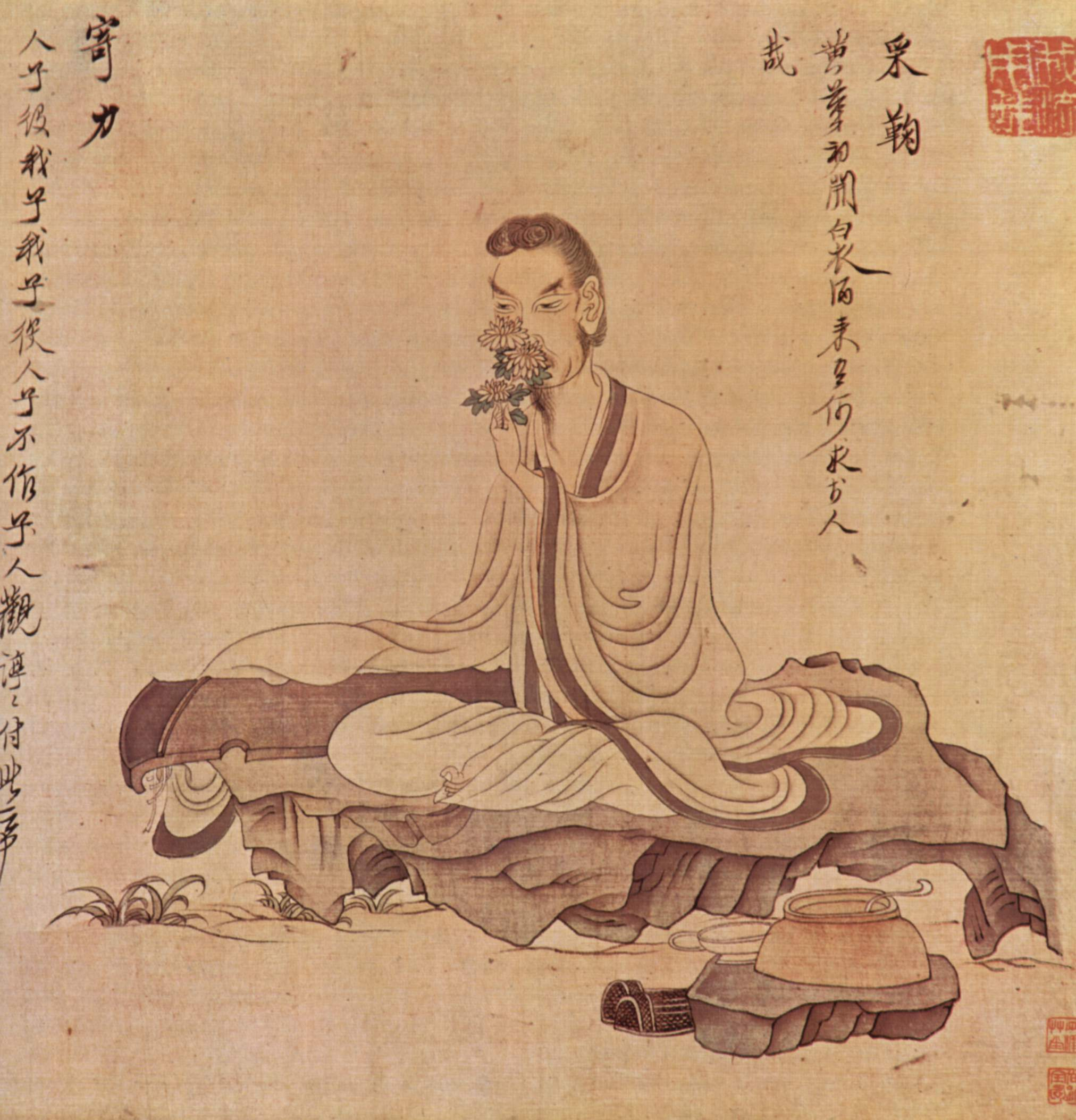
Bức họa của tác giả Trần Hồng Thụ đời nhà Minh (Trung Quốc) phác họa chân dung một sĩ phu ngồi bên chiếc cổ cầm

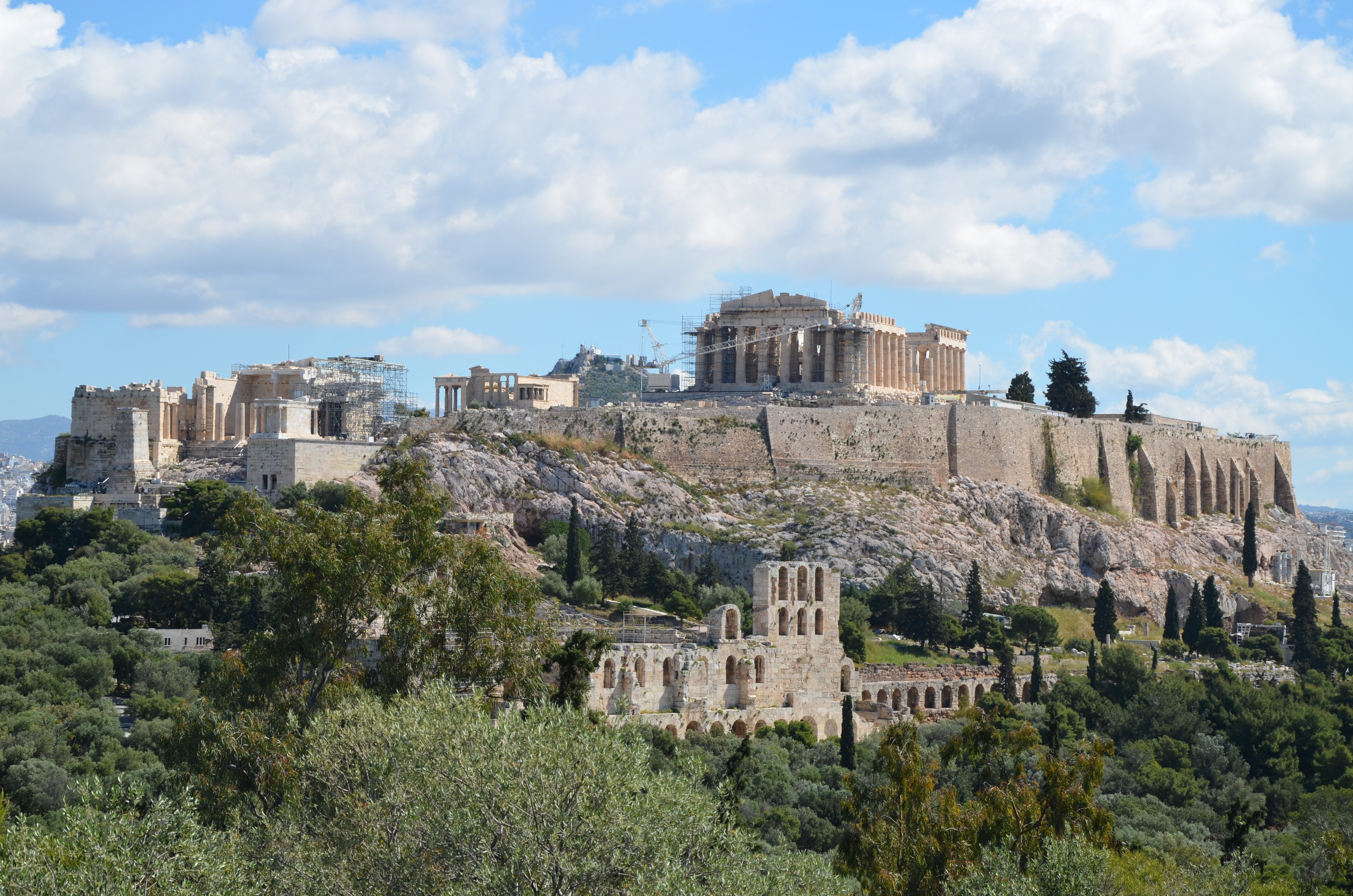
Thành phòng thủ của A-ten, Hy Lạp

Văn hóa cao cấp, hay còn có các tên gọi khác như văn hóa bác học, văn hóa thượng lưu, văn hóa quý tộc, văn hóa của giới trí thức, bao gồm những thứ văn hóa mang giá trị thẩm mỹ cao mà xã hội đều trân trọng nó, coi nó là mẫu mực của nghệ thuật. Văn hóa cao cấp có thể kể đến các tác phẩm hàm lượng tri thức cao vốn được đánh giá là giàu giá trị triết học, lịch sử hoặc văn học, cũng như nền giáo dục ươm mầm, dung dưỡng sự theo đuổi thẩm mỹ và tri thức.